# گیبسون ۲۷۴۲
سیارک ۲۷۴۲ (به انگلیسی: 2742 Gibson، نامگذاری:1981JG3) دو هزار و هفتصد و چهل و دومین سیارک کشف شده‌است که در ۶ مه ۱۹۸۱ کشف شد.
قدر مطلق سیارک برابر ۱۲٫۱۰ است.